# Награда Градске библиотеке Панчево
Награда Градске библиотеке Панчево била је књижевна награда која је додељивана у периоду од 1994. до 2005. за најбољу књигу писца из Панчева.
Награда је установљена 1994. на предлог Радоша Дуловића, тадашњег управника Градске библиотеке Панчево. Награда се састојала од дипломе и новчаног износа.

## Добитници
| Год.  | Добитник           | Дело                       | Жанр              | Реф.  |
| ----- | ------------------ | -------------------------- | ----------------- | ----- |
| 1994. | Момчило Параушић   | Облачење Весне             | књига поезије     | [ 1 ] |
| 1995. | Милан Орлић        | Из полалрне ноћи           | књига поезије     | [ 1 ] |
| 1996. | Богдан Мрвош       | Шта хоће Вавилон           | књига есеја       | [ 1 ] |
| 1997. | Васа Павковић      | Хипнотисан                 | књига приповедака | [ 1 ] |
| 1998. | Милован Лукић      | Узбуна у акваријуму        | књига поезије     | [ 1 ] |
| 1999. | Зоран Т. Поповић   | Периодични обрачун         | књига афоризама   | [ 1 ] |
| 2000. | Јелена Боснић      | Промоција куге             | књига поезије     | [ 1 ] |
| 2001. | Божидар Вујић      | Бекство из језика          | књига поезије     | [ 1 ] |
| 2002. | Милош Николић      | Котва                      | књига поезије     | [ 1 ] |
| 2003. | Драгана Младеновић | Нема у томе нимало поезије | књига поезије     | [ 2 ] |
| 2004. | Миодраг Младеновић | Пут у средиште архитектуре | фотомонографија   | [ 2 ] |
| 2005. | Вуле Журић         | Тигреро                    | роман             | [ 2 ] |